# Hans Mewiss
Hans Mewiss (Blerick, 8 september 1961) is een voormalig Nederlands voetballer die bij voorkeur als linksbuiten speelde. Hij stond onder contract bij FC VVV.

## Loopbaan
Als jeugdinternational bij SV Blerick trok Mewiss de belangstelling van FC VVV waar hij twee jaar bij de beloften speelde, eerst onder Jan Reker en daarna Sef Vergoossen. Op 28 september 1980 maakte hij er als 19-jarige zijn competitiedebuut in het eerste elftal tijdens een thuiswedstrijd tegen De Graafschap (1-1), als invaller voor Willy Bothmer.
Een doorbraak in het profvoetbal bleef uit, waarna Mewiss in 1982 terugkeerde naar de amateurs van SV Blerick. Bij die club vestigde hij in het bekertoernooi 1983-84 de aandacht door in drie opeenvolgende bekerduels de openingstreffer te scoren. Na uitschakeling van de profclubs Eindhoven (1-0) en PEC Zwolle (2-1) werd Blerick uiteindelijk in de 3e ronde gestuit door AZ '67 (1-6). Nadien speelde Mewiss nog bij VV Middelburg en trad hij in dienst bij de KNVB als medewerker talentontwikkeling van district Zuid.

## Statistieken
| Seizoen | Club   | Competitie     | Competitie | Competitie | Beker | Beker | Nacompetitie | Nacompetitie | Totaal | Totaal |
| Seizoen | Club   | Competitie     | Wed.       | Dlp.       | Wed.  | Dlp.  | Wed.         | Dlp.         | Wed.   | Dlp.   |
| ------- | ------ | -------------- | ---------- | ---------- | ----- | ----- | ------------ | ------------ | ------ | ------ |
| 1980/81 | FC VVV | Eerste divisie | 3          | 0          | 0     | 0     | —            | —            | 3      | 0      |
| 1981/82 | FC VVV | Eerste divisie | 3          | 0          | 1     | 0     | 0            | 0            | 4      | 0      |
| Totaal  | Totaal | Totaal         | 6          | 0          | 1     | 0     | 0            | 0            | 7      | 0      |